# Santa Barbara County
Santa Barbara County er et amt beliggende i sydlige del af den amerikanske delstat Californien, med store kyststrækninger ud til Stillehavet. Hovedbyen i amtet er Santa Barbara. I år 2010 havde amtet 423.895 indbyggere.
Fire af de otte øer, herunder Kanaløerne i Santa Barbara Kanalen, hører juridisk under Santa Barbara County. 

## Geografi
Ifølge United States Census Bureau har Santa Barbaras et samlet areal på 9.813,7 km², heraf er 2.724,8 km² vand. 

### Tilgrænsende amter
- San Luis Obispo County – nord.
- Kern County – nordøst.
- Ventura County – øst.

### Byer og beboelser i Santa Barbara
| - Ballard - Buellton - Carpinteria - Casmalia - Cuyama - Garey - Gaviota - Goleta - Guadalupe - Hollister Ranch - Hope Ranch - Isla Vista - Lompoc - Los Alamos - Los Olivos - Mission Canyon | - Mission Hills - Montecito - New Cuyama - Orcutt - Painted Cave - Santa Barbara - Santa Maria - Santa Ynez - Sisquoc - Solvang - Summerland - Surf - Toro Canyon - Vandenberg Air Force Base - Vandenberg Village - Ventucopa |